# Zaharivka, Novotroiițke
Zaharivka (în ucraineană Захарівка) este un sat în așezarea urbană Novotroiițke din regiunea Herson, Ucraina.

## Demografie
Componența lingvistică a localității Zaharivka
     Ucraineană (75,42%)
     Rusă (13,56%)
     Belarusă (1,69%)
Conform recensământului din 2001, majoritatea populației localității Zaharivka era vorbitoare de ucraineană (75,42%), existând în minoritate și vorbitori de rusă (13,56%) și belarusă (1,69%).